# Yasuhiro Nightow

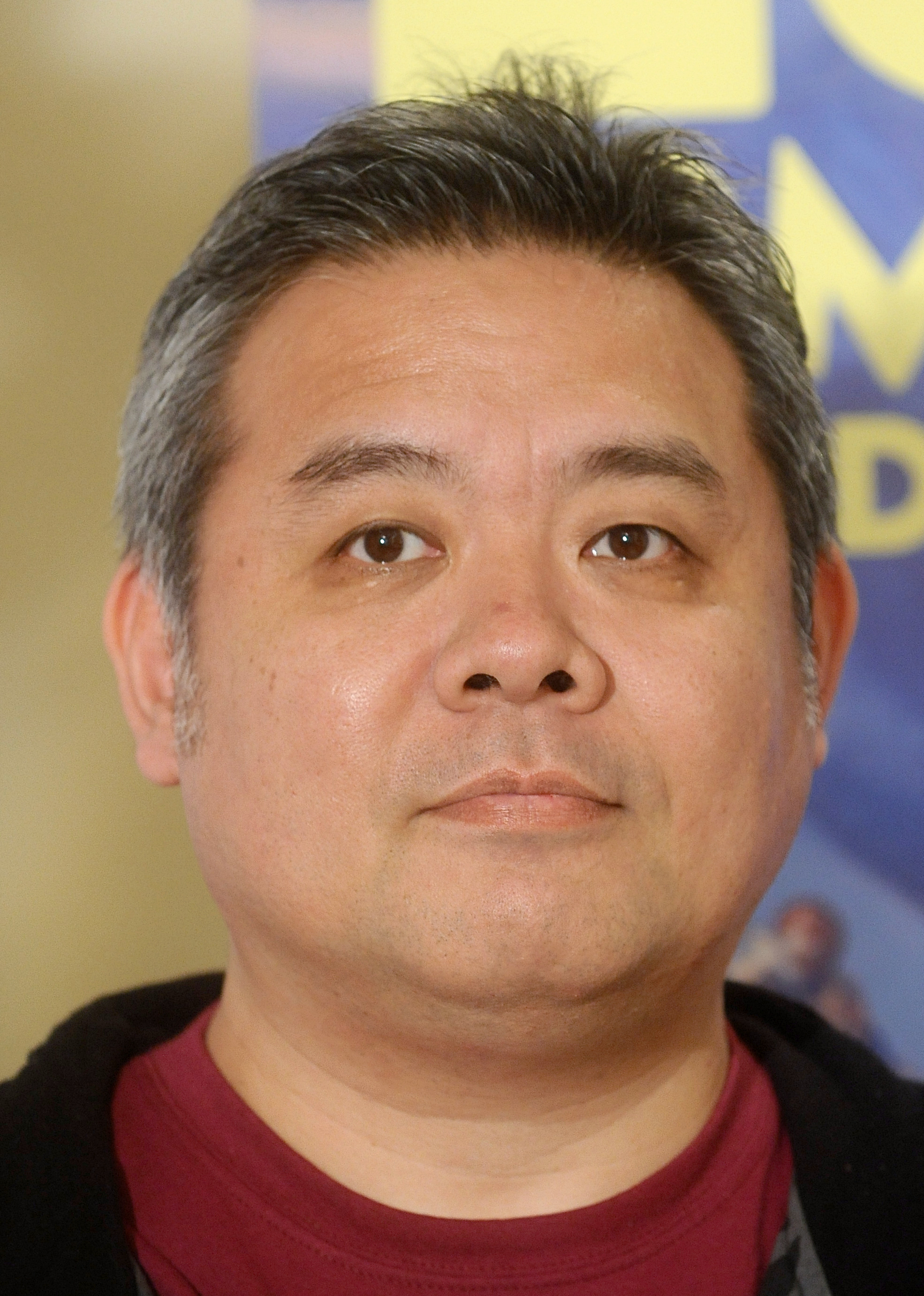

Yasuhiro Nightow (内藤 泰弘 Naitō Yasuhiro) es un mangaka y creador de juegos japonés nacido el 8 de abril de 1967 en Yokohama, Japón. Antes de llegar a la fama como mangaka, él estudió en la Iglesia católica y se convirtió, aunque mantuvo varios principios budistas. Es el creador del manga Trigun, que luego continuo dibujando con el nombre de Trigun Maximum. Otro manga de su autoría es kekkai sensen, cuya continuación es kekkai sensen and beyond.  También creó la historia e imágenes para el videojuego Gungrave, que también fue llevado al anime. 
Las influencias en el trabajo de Nightow engloban a autores tan alejados entre sí y del manga como pueden ser Simon Bisley, Todd McFarlane o Mike Mignola.